# Trans Canada Trail

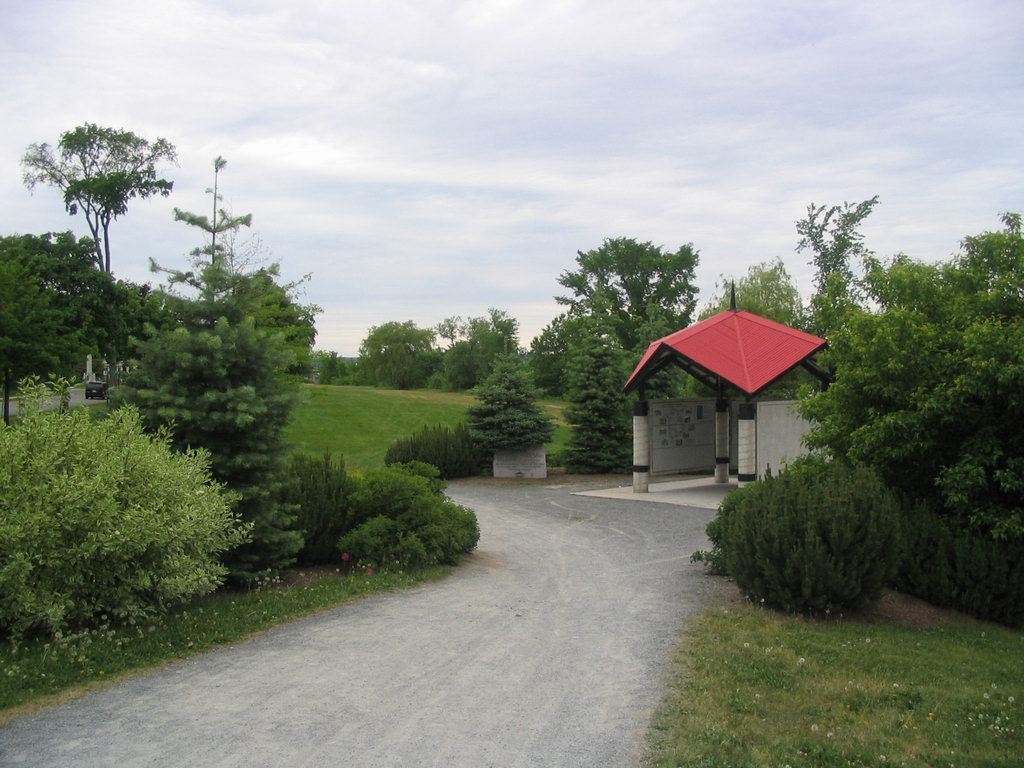
Padiglione del Trans Canada Trail

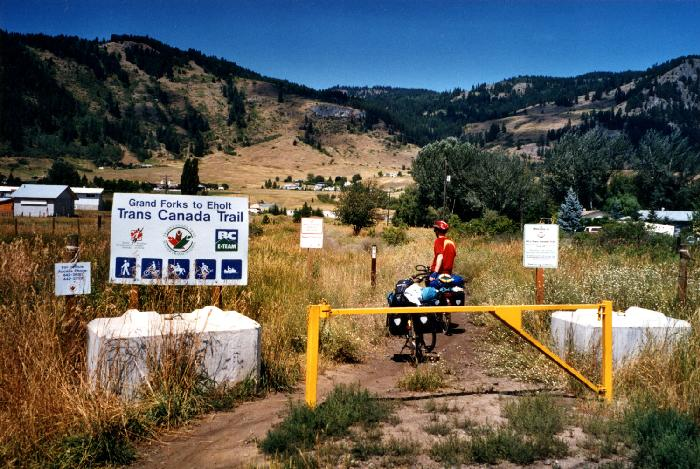
Cartello del Trans Canada Trail nella Columbia Britannica

The Great Trail (Il grande sentiero), ex Trans Canada Trail (Sentiero transcanadese), è un sistema di sentieri che attraversa tutto il Canada. Si estende per oltre 24.000 km ed è ad oggi la più grande rete ricreazionale multiuso al mondo.
L'idea del sentiero risale al 1992. Da allora il progetto è sostenuto da donazioni provenienti da individui, aziende, fondazioni e da tutti i livelli governativi.
Trans Canada Trail (TCT) è il nome del gruppo non profit che raccoglie fondi per il continuo sviluppo del Great Trail, sebbene il Trail sia di proprietà ed operi a livello locale.